# در کاروسل
«در کاروسل» (سوئدی: En karusell) ترانه‌ای به آهنگسازی و اجرای بنی آندِشون و بیورن اولویوس است که در سال ۱۹۷۲ منتشر شد. با آنکه همخوانی پس‌زمینه توسط آنگنیه‌تا فلتسکوگ و آنی-فرید لینگستاد انجام شد، اما نامشان جزء عوامل اجرای ترانه قرار نگرفت. این ترانه را آنیتا لیندبلوم در سال ۱۹۷۲ بازخوانی کرد.

## فهرست ترانه‌ها
1. A. «در کاروسل» - ۳:۰۶
2. B. «وجود» - ۳:۳۲

## جداول موسیقی
| جدول (۱۹۷۲)                  | رتبه     |
| ---------------------------- | -------- |
| برترین‌های سوئد («در کاروسل») | ۱۳ یا ۱۴ |
| برترین‌های سوئد («وجود»)      | ۶        |